# Mary Jane (canción de Megadeth)
«Mary Jane» es la cuarta canción del álbum de la banda de thrash metal estadounidense Megadeth So Far, So Good… So What!, compuesta por Dave Mustaine y David Ellefson.
La canción se basa en la historia de una joven de 18 años de edad llamada Mary Jane Twilliger que, en marzo del año 1881, había sido acusada de ser bruja.
Fue enterrada en el Cementerio de Look Lake, y su lápida decía ''Desde la tierra, a través de los árboles puedo escucharla... llamándome''.  La lápida fue retirada por la J.C.H.S (Jackson County Historicle Society) por temor del vandalismo.

## Lista de canciones
1. «Mary Jane» - 04:25
2. «Hook in Mouth» - 04:40
3. «My Last Words» - 04:45

## Personal
- Dave Mustaine - guitarra, voz
- Jeff Young - guitarra
- David Ellefson - bajo, coros
- Chuck Behler - batería